# Only Boundaries
Only Boundaries è il secondo EP del gruppo musicale Balance and Composure, pubblicato il 11 agosto 2009 dalla No Sleep Records. Si tratta del primo lavoro pubblicato dalla band sotto un'etichetta ufficiale.
Il 3 ottobre 2013 la No Sleep ha reso disponibile il disco gratuitamente sul proprio Bandcamp per una settimana nell'ambito di un'iniziativa che coinvolge l'intera discografia dell'etichetta.

## Tracce
1. I Can't Do This Alone – 4:37
2. Only Boundaries – 3:26
3. Show Your Face – 4:32
4. What's Wrong with Everything – 5:34